# 二氯化鋂
二氯化鋂，是一種由鋂和氯所組成的化合物，其化學簡式為AmCl2。它可由氯化汞和金属镅加热反应制得。它的离子性比二氯化镎或二氯化锔强。